# Hermann Fischer (Politiker, 1911)
Hermann Fischer (* 24. Juli 1911 in Mengersgereuth-Hämmern; † 3. November 1967) war ein deutscher Politiker (KPD/SED).

## Leben
Fischer kam als Sohn eines Schiffschnitzers und einer Heimarbeiterin zur Welt. Nach der Volksschule von 1926 bis 1929 in Sonneberg absolvierte er eine Lehre zum Maurer. Nachdem er diese beendet und die Gesellenprüfung abgelegt hatte, ging er, wie es im Baugewerbe üblich war, auf die Wanderschaft. Später arbeitete er als Maurer in Bad Dürrenberg. 1929 wurde Fischer Mitglied der KPD und übte Parteifunktionen auf Ortsebene aus. 1933 heiratete er Marie Wicklein, die Tochter des am 5. Januar 1945 von den Nationalsozialisten ermordeten Sonneberger Widerstandskämpfers Adolf Wicklein (1886–1945). Aus dieser Ehe gingen drei Kinder hervor.
Nach der „Machtergreifung“ der Nationalsozialisten 1933 wurde er verhaftet und verbrachte die Zeit vom 28. Februar bis 30. April 1933 in „Schutzhaft“ im Lager Nohra (bei Weimar). Sein Schwiegervater war dort mit ihm zusammen inhaftiert.
Nach seiner Entlassung war Fischer dauernden Verfolgungen ausgesetzt und gezwungen, den Arbeitsplatz häufig zu wechseln. Bis 1939 arbeitete er in Oberlind, Rudolstadt und Weimar wieder als Maurer, dann war er 1939/1940 als Hausmeister in Sonneberg tätig. Im Juli 1940 wurde er zur Wehrmacht eingezogen. Er war bis April 1945 als Soldat bei einer Eisenbahn-Baukompanie.
Nach Kriegsende 1945 arbeitete Fischer wieder als Maurer in Oberlind und wurde wieder für die KPD aktiv. 1945/1946 war er Organisationssekretär der KPD-Ortsgruppe Sonneberg. Im Landkreis Sonneberg begannen Vertreter beider Arbeiterparteien bereits im Sommer 1945 damit, eine einheitliche Partei aufzubauen. In Sonneberg wurde die Vereinigung von SPD und KPD zur SED am 12. April 1946 mit der Wahl eines Ortsvorstandes vollzogen. Fischer war anschließend bis September 1948 Sekretär für Agitation und  Propaganda, dann von September 1948 bis 1951 Erster Sekretär der SED-Kreisleitung Sonneberg. Von 1951 bis 1952 war er Vorsitzender der Kreisparteikontrollkommission der SED-Kreisleitung Gotha. Von Januar bis Dezember 1953 besuchte Fischer die Parteihochschule „Karl Marx“, anschließend war er von April 1954 bis 1957 Mitarbeiter und Kandidat der Zentralen Parteikontrollkommission der SED. Von Februar 1957 bis Juni 1958 fungierte er als Erster Sekretär der SED-Bezirksleitung Erfurt. Von Juni 1958 bis November 1967 war er, als Nachfolger von Max Rölz, Vorsitzender der Bezirksparteikontrollkommission Erfurt. Fischer war zudem Mitglied der SED-Bezirksleitung Erfurt und zeitweise seines Büros.
Er starb unerwartet im Alter von 56 Jahren.

## Auszeichnungen
- Banner der Arbeit (1961)
- Vaterländischer Verdienstorden